# Harold Hardwick
Harold Hampton Hardwick (Sydney, 1888. december 14. – Sydney, 1959. február 22.) olimpiai bajnok ausztrál úszó, ökölvívó.